# Cesarze rzymscy

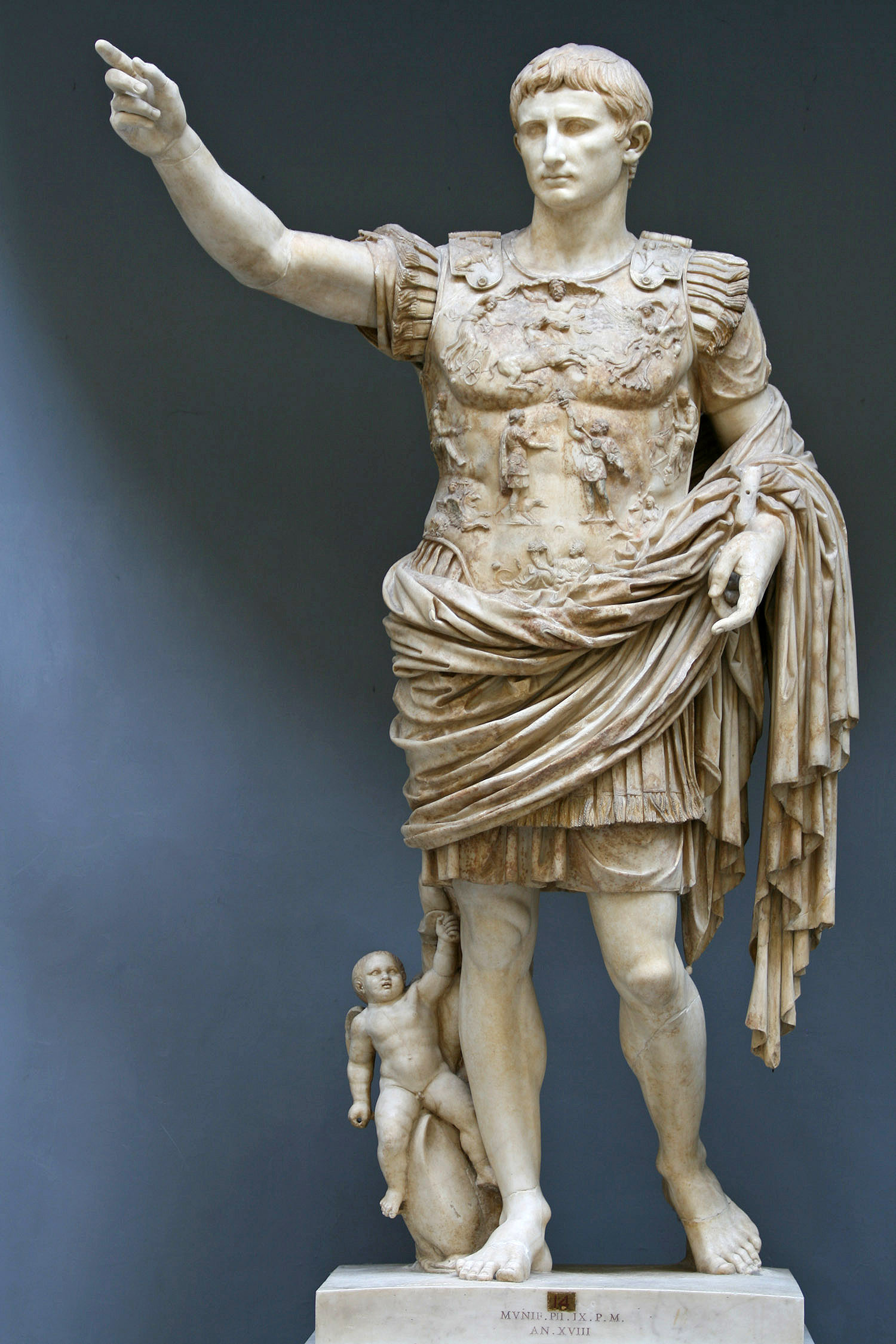
Oktawian August – pierwszy cesarz rzymski

Chronologiczna lista władców Rzymu okresu cesarstwa.

## Pryncypat

### Dynastia julijsko-klaudyjska
| Władca                                             |  | Czas panowania | Data urodzin i śmierci | Zaliczenie w poczet bogów | Uwagi                                                                                     |
| -------------------------------------------------- |  | -------------- | ---------------------- | ------------------------- | ----------------------------------------------------------------------------------------- |
| Oktawian August Gaius Iulius Caesar Octavianus     |  | 27 p.n.e.–14   | 63 p.n.e.–14           | jako Divus Augustus       | wnuk siostry Juliusza Cezara, Julii                                                       |
| Tyberiusz Tiberius Claudius Nero                   |  | 14–37          | 42 p.n.e.–37           | niezaliczony              | syn Liwii Druzylli z jej pierwszego małżeństwa, przybrany syn i pasierb Oktawiana Augusta |
| Kaligula Gaius Iulius Caesar Germanicus            |  | 37–41          | 12–41                  | niezaliczony              | syn Germanika i Agrypiny Starszej, wnuk brata Tyberiusza                                  |
| Klaudiusz Tiberius Claudius Drusus Nero Germanicus |  | 41–54          | 10 p.n.e.–54           | jako Divus Claudius       | syn Druzusa Starszego i Antonii Młodszej, bratanek Tyberiusza i stryj Kaliguli            |
| Neron Lucius Domitius Ahenobarbus                  |  | 54–68          | 37–68                  | niezaliczony              | syn Agrypiny Młodszej i Lucjusza Domicjusza Ahenobarbusa, pasierb Klaudiusza              |

### Rok czterech cesarzy
| Władca                       |  | Czas panowania            | Data urodzin i śmierci | Zaliczenie w poczet bogów | Uwagi |
| ---------------------------- |  | ------------------------- | ---------------------- | ------------------------- | ----- |
| Galba Servus Sulpicius Galba |  | czerwiec 68 – styczeń 69  | 3 p.n.e.–69            | niezaliczony              |       |
| Oton Marcus Salvius Otho     |  | styczeń 69 – kwiecień 69  | 32–69                  | niezaliczony              |       |
| Witeliusz Aulus Vitellius    |  | kwiecień 69 – grudzień 69 | 15–69                  | niezaliczony              |       |

### Dynastia Flawiuszów
| Władca                              |  | Czas panowania | Data urodzin i śmierci | Zaliczenie w poczet bogów | Uwagi                                 |
| ----------------------------------- |  | -------------- | ---------------------- | ------------------------- | ------------------------------------- |
| Wespazjan Titus Flavius Vespasianus |  | 69–79          | 9–79                   | jako Divus Vespasianus    |                                       |
| Tytus Titus Flavius Vespasianus     |  | 79–81          | 39–81                  | jako Divus Titus          | syn Wespazjana                        |
| Domicjan Titus Flavius Domitianus   |  | 81–96          | 51–96                  | niezaliczony              | syn Wespazjana, brat Tytusa Flawiusza |

### Dynastia Antoninów
| Władca                                                   |  | Czas panowania | Data urodzin i śmierci | Zaliczenie w poczet bogów        | Uwagi                                                               |
| -------------------------------------------------------- |  | -------------- | ---------------------- | -------------------------------- | ------------------------------------------------------------------- |
| Nerwa Marcus Cocceius Nerva                              |  | 96–98          | 30–98                  | jako Divus Nerva                 | pierwszy z „Pięciu dobrych cesarzy”                                 |
| Trajan Marcus Ulpius Traianus                            |  | 98–117         | 53–117                 | jako Divus Traianus              | adoptowany przez Nerwę, drugi z „Pięciu dobrych cesarzy”            |
| Hadrian Publius Aelius Hadrianus                         |  | 117–138        | 76–138                 | jako Divus Hadrianus             | adoptowany przez Trajana, trzeci z „Pięciu dobrych cesarzy”         |
| Cejoniusz Kommodus                                       |  | 136–138        | 101–138                | niezaliczony                     | cezar, adoptowany przez Hadriana                                    |
| Antoninus Pius Titus Aurelius Fulvius Boionius Antoninus |  | 138–161        | 86–161                 | jako Divus Antoninus             | adoptowany przez Hadriana, czwarty z „Pięciu dobrych cesarzy”       |
| Marek Aureliusz Marcus Annius Verus                      |  | 161–180        | 121–180                | jako Divus Marcus Antoninus Pius | adoptowany przez Antonina Piusa, ostatni z „Pięciu dobrych cesarzy” |
| Lucjusz Werus Lucius Ceionius Commodus                   |  | 161–169        | 130–169                | jako Divus Verus                 | współcesarz z Markiem Aureliuszem, syn Cejoniusza Kommodusa         |
| Awidiusz Kasjusz                                         |  | 175            | ok. 130–175            |                                  | uzurpator w Syrii i Egipcie                                         |
| Kommodus Lucius Aurelius Commodus Antoninus              |  | 180–192        | 161–192                | jako Divus Commodus              | syn Marka Aureliusza                                                |

### Bez dynastii
| Władca                                        |  | Czas panowania            | Data urodzin i śmierci | Zaliczenie w poczet bogów | Uwagi |
| --------------------------------------------- |  | ------------------------- | ---------------------- | ------------------------- | ----- |
| Pertynaks Publius Helvius Pertinax            |  | styczeń 193 – marzec 193  | 126–193                | jako Divus Pertinax       |       |
| Dydiusz Julian Marcus Didius Iulianus Severus |  | marzec 193 – czerwiec 193 | 133–193                | niezaliczony              |       |

### Dynastia Sewerów(albosyryjska)
| Władca                                                         |  | Czas panowania | Data urodzin i śmierci | Zaliczenie w poczet bogów    | Uwagi                                                                       |
| -------------------------------------------------------------- |  | -------------- | ---------------------- | ---------------------------- | --------------------------------------------------------------------------- |
| Pescenniusz Niger                                              |  | 193–194        | 135–194                |                              | uzurpator na Wschodzie                                                      |
| Klodiusz Albin                                                 |  | 195–197        | 140/150–197            |                              | uzurpator w Brytanii i Galii                                                |
| Septymiusz Sewer Lucius Septimius Severus                      |  | 193–211        | 145–211                | jako Divus Septimius Severus |                                                                             |
| Geta Publius Septimius Geta                                    |  | 211–212        | 189–212                | niezaliczony                 | syn Septymiusza Sewera                                                      |
| Karakalla Lucius Septimius Bassianus Marcus Aurelius Antoninus |  | 211–217        | 188–217                | niezaliczony                 | syn Septymiusza Sewera                                                      |
| Makrynus Marcus Opellius Macrinus                              |  | 217–218        | 164–218                | niezaliczony                 |                                                                             |
| Diadumenian Marcus Opellius Diadumenianus                      |  | 218–218        | ?–218                  |                              | koregent i syn Makrynusa                                                    |
| Heliogabal Varius Avitus Bassianus                             |  | 218–222        | 204–222                | niezaliczony                 | syn ciotecznej siostry Karakalli i Gety                                     |
| Aleksander Sewer Gessius Bassianus Alexianus                   |  | 222–235        | 208–235                | zaliczony                    | syn drugiej ciotecznej siostry Karakalli i Gety, brat cioteczny Heliogabala |

### Cesarze z okresukryzysu w III wieku
| Władca                                                       |  | Czas panowania | Data urodzin i śmierci | Zaliczenie w poczet bogów | Uwagi                                                        |
| ------------------------------------------------------------ |  | -------------- | ---------------------- | ------------------------- | ------------------------------------------------------------ |
| Maksymin Trak Gaius Iulius Verus Maximinus                   |  | 235–238        | 182/183–238            | niezaliczony              |                                                              |
| Werus Maksymus Gaius Iulius Verus Maximus                    |  | 236–238        | 216–238                |                           | cezar i syn Maksymina Traka                                  |
| Kwartynus                                                    |  | 235–235        | ?–235                  |                           | uzurpator                                                    |
| Gordian I Marcus Antonius Gordianus Sempronianus             |  | 238–238        | 158/159–238            | jako Divus Gordianus      | współrządził z synem Gordianem II                            |
| Gordian II Marcus Antonius Gordianus Sempronianus            |  | 238–238        | 192–238                | jako Divus Gordianus      | koregent i syn Gordiana I                                    |
| Balbin Decimus Caelius Calvinus Balbinus                     |  | 238–238        | ?–238                  | niezaliczony              | współcesarz z Pupienem                                       |
| Pupien Marcus Clodius Pupienus Maximus                       |  | 238–238        | ok. 164–238            | niezaliczony              | współcesarz z Balbinem                                       |
| Gordian III Marcus Antonius Gordianus                        |  | 238–244        | 225–244                | jako Divus Gordianus      | cezar Balbina i Pupiena kwiecień-lipiec 238, wnuk Gordiana I |
| Sabinian                                                     |  | 240–240        | ?–240                  |                           | uzurpator w Kartaginie                                       |
| Filip I Arab Marcus Iulius Philippus                         |  | 244–249        | 204–249                |                           |                                                              |
| Filip II Marcus Iulius Severus Philippus                     |  | 247–249        | ?–249                  |                           | cezar 244-247, koregent od 247, syn Filipa Araba             |
| Sylbannakus                                                  |  | 244–249        | ?–249                  |                           | uzurpator                                                    |
| Pakacjan                                                     |  | 248–248 (?)    | ?–248 (?)              |                           | uzurpator w Panonii/Mezji                                    |
| Jotapian                                                     |  | 248–248        | ?–248                  |                           | uzurpator w Kapadocji                                        |
| Sponsjan                                                     |  | 244–249        | ?–249                  |                           | uzurpator                                                    |
| Decjusz Gaius Messius Quintus Decius                         |  | 249–251        | 190–251                | niezaliczony              |                                                              |
| Gajusz Juliusz Pryskus                                       |  | 249–250        | ?–251/253              |                           | brat Filipa Araba, uzurpator na Wschodzie                    |
| Licynian                                                     |  | 250–250        | ?–250                  |                           | uzurpator                                                    |
| Herenniusz Quintus Herennius Etruscus Messius Decius         |  | 251–251        | ?–251                  | niezaliczony              | syn Decjusza                                                 |
| Hostylian Gaius Valens Hostilianus Messius Quintus           |  | 251–251        | ?–251                  | niezaliczony              | syn Decjusza                                                 |
| Trebonian Gallus Gaius Vibius Trebonianus Gallus             |  | 251–253        | 206–253                |                           |                                                              |
| Woluzjan Gaius Vibius Afinius Gallus Veldumnianus Volusianus |  | 251–253        | ?–253                  |                           | syn Treboniana Gallusa                                       |
| Emilian Marcus Aemilius Aemilianus                           |  | 253–253        | ?–253                  | niezaliczony              | zalegalizowany uzurpator z Mezji                             |
| Mereades                                                     |  | 253–260        | ?–260                  |                           | uzurpator                                                    |
| Uraniusz Antonin                                             |  | 249–254        | ?–254                  |                           | uzurpator w Syrii                                            |
| Walerian I Publius Licinius Valerianus                       |  | 253–260        | 193–260                | jako Divus Valerianus     | współrządził z synem Galienem                                |
| Galien Publius Licinius Egnatius Gallienus                   |  | 253–268        | 218–268                | jako Divus Gallienus      | syn Waleriana I                                              |
| Walerian II Publius Licinius Cornelius Valerianus            |  | 253–257        | ?–257                  |                           | syn Galiena                                                  |
| Celsus                                                       |  | 253–268        | ?–268                  |                           | uzurpator                                                    |
| Ingenuus                                                     |  | 258–260        | ?–260                  |                           | uzurpator w Panonii                                          |
| Salonin Publius Licinius Cornelius Saloninus Valerianus      |  | 259–260        | ?–260                  | jako Divus Saloninus      | syn Galiena                                                  |
| Makrian I                                                    |  | 260-261        | ?–261                  |                           | uzurpator na Wschodzie                                       |
| Makrian II                                                   |  | 260–261        | ?–261                  |                           | uzurpator na Wschodzie, syn Makriana Starszego               |
| Kwietus                                                      |  | 260–261        | ?–261                  |                           | uzurpator na Wschodzie, brat Makriana II                     |
| Regalian                                                     |  | 260–260        | ?–260                  |                           | uzurpator w Panonii                                          |
| Musjusz Emilian                                              |  | 261–262        | ?–262                  |                           | uzurpator w Egipcie                                          |

#### Cesarstwo galijskie (formalnie uzurpatorzy)
| Władca        |  | Czas panowania | Data urodzin i śmierci | Zaliczenie w poczet bogów | Uwagi                            |
| ------------- |  | -------------- | ---------------------- | ------------------------- | -------------------------------- |
| Postumus      |  | 260–268        | ?–268                  |                           | uzurpator na zachodzie cesarstwa |
| Aureolus      |  | 268–269        | ?–269                  |                           | uzurpator w Recji                |
| Lelian        |  | 268–268        | ?–268                  |                           | uzurpator w Moguncji             |
| Mariusz       |  | 268–268        | ?–268                  |                           | uzurpator w Kolonii              |
| Domicjan (II) |  | 268–268        | ?–268                  |                           | uzurpator w Galii                |
| Wiktoryn      |  | 268–270        | ?–270                  |                           |                                  |
| Tetrykus I    |  | 270–273        | ?–273                  |                           |                                  |
| Tetrykus II   |  | 270–273        | ?–273                  |                           |                                  |

#### Cesarze iliryjscy
| Władca                                                        |  | Czas panowania | Data urodzin i śmierci | Zaliczenie w poczet bogów    | Uwagi                                                 |
| ------------------------------------------------------------- |  | -------------- | ---------------------- | ---------------------------- | ----------------------------------------------------- |
| Klaudiusz II Gocki Marcus Aurelius Valerius Claudius Gothicus |  | 268–270        | 214–270                | jako Divus Claudius Gothicus |                                                       |
| Kwintyllus Marcus Aurelius Claudius Quintillus                |  | 270–270        | ?–270                  | niezaliczony                 | brat Klaudiusza II Gockiego                           |
| Aurelian Lucius Domitius Aurelianus                           |  | 270–275        | 214–275                | jako Divus Aurelianus        |                                                       |
| Urbanus                                                       |  | 270–271        | ?–271                  |                              | uzurpator                                             |
| Septymiusz                                                    |  | 271–271        | ?–271                  |                              | uzurpator w Dalmacji                                  |
| Waballat                                                      |  | 271–272        | ?–po 274               |                              | władca Palmiry, uzurpator                             |
| Antioch                                                       |  | 272–272        | ?–po 272               |                              | uzurpator w Palmirze                                  |
| Tacyt Marcus Claudius Tacitus                                 |  | 275–276        | ?–276                  | niezaliczony                 |                                                       |
| Florian Marcus Annius Florianus                               |  | 276–276        | ?–276                  | niezaliczony                 | brat Tacyta                                           |
| Probus Marcus Aurelius Probus                                 |  | 276–282        | 232–282                | niezaliczony                 |                                                       |
| Bonosus                                                       |  | 280–280        | ?–280                  |                              | uzurpator w Kolonii                                   |
| Saturnin                                                      |  | 280–280        | ?–280                  |                              | uzurpator w Syrii                                     |
| Prokulus                                                      |  | 280–281        |                        |                              | uzurpator w prowincjach zachodnich (Lugdunum/Kolonia) |
| Karus Marcus Numerius Carus                                   |  | 282–283        | ?–283                  | jako Divus Carus             |                                                       |
| Numerian Marcus Aurelius Numerius Numerianus                  |  | 283–284        | ?–284                  | niezaliczony                 | syn i koregent Karusa                                 |
| Karynus Marcus Aurelius Carinus                               |  | 283–285        | ?–285                  | niezaliczony                 | syn Karusa                                            |
| Julian z Panonii                                              |  | 284–285        | ?–285                  |                              | uzurpator w kraju Wenetów, Istrii i Panonii           |

## Dominat

### Tetrarchiaidynastia konstantyńska
| Władca                                                  |  | Czas panowania | Data urodzin i śmierci | Zaliczenie w poczet bogów | Uwagi                                          |
| ------------------------------------------------------- |  | -------------- | ---------------------- | ------------------------- | ---------------------------------------------- |
| Dioklecjan Gaius Valerius Diocles                       |  | 284–305        | 245–313 lub 316        | niezaliczony              | abdykował                                      |
| Maksymian Marcus Aurelius Valerius Maximianus           |  | 285–305        | 250–310                |                           | abdykował                                      |
| Amandus                                                 |  | 285–286        | ?–286                  |                           | uzurpator w Galii i Hiszpanii                  |
| Karauzjusz                                              |  | 287–293        | ?–293                  |                           | uzurpator w Brytanii                           |
| Allektus                                                |  | 293–296        | ?–296                  |                           | uzurpator w Brytanii                           |
| Domicjusz Domicjan                                      |  | 296–297        | ?–297                  |                           | uzurpator w Egipcie                            |
| Konstancjusz I Chlorus Gaius Flavius Constantius        |  | 305–306        | ok. 250–306            | jako Divus Constantius    | cezar Maksymiana 293-305                       |
| Galeriusz Gaius Galerius Valerius Maximianus            |  | 305–311        | 250–311                | jako Divus Galerius       | cezar Dioklecjana 293-305                      |
| Flawiusz Sewer Flavius Valerius Severus                 |  | 306–307        | ?–307                  |                           | cezar Konstancjusza I 305-306                  |
| Maksencjusz Marcus Aurelius Valerius Maxentius          |  | 307–312        | 280–312                |                           |                                                |
| Lucjusz Domicjusz Aleksander                            |  | 308–309/311    | ?–309/311              |                           | uzurpator w Afryce                             |
| Konstantyn I Wielki Gaius Flavius Valerius Constantinus |  | 306–337        | 271/273–337            |                           | jako pierwszy cesarz przyjął chrzest           |
| Licyniusz Flavius Galerius Valerius Licinianus Licinius |  | 308–324        | 250–324                |                           |                                                |
| Maksymin Daja Gaius Galerius Valerius Maximinus         |  | 309–313        | ok. 270–313            |                           | cezar Galeriusza 305-309                       |
| Waleriusz Walens Aurelius Valerius Valens               |  | 316–317        | ?–317                  |                           | współrządca Licyniusza                         |
| Licyniusz II                                            |  | 317–324        | ?–324                  |                           | cezar Licyniusza                               |
| Martynian Sextus Marcius Martinianus                    |  | 324–324        | ?–325                  |                           | koregent Licyniusza                            |
| Kryspus                                                 |  | 317–326        | ?–326                  |                           | cezar Konstantyna Wielkiego                    |
| Dalmacjusz                                              |  | 335–337        | ?–337                  |                           | cezar Konstantyna Wielkiego                    |
| Hannibalian                                             |  | 335–337        | ?–337                  |                           | bratanek Konstantyna Wielkiego, władca Armenii |
| Konstantyn II Flavius Claudius Constantinus             |  | 337–340        | 317–340                |                           | cezar Konstantyna Wielkiego 317-337            |
| Konstans I Flavius Iulius Constans                      |  | 337–350        | 320–350                |                           | cezar Konstantyna Wielkiego 333-337            |
| Konstancjusz II Flavius Iulius Constantius              |  | 337–361        | 317–361                |                           | cezar Konstantyna Wielkiego 324-337            |
| Magnencjusz                                             |  | 350–353        | 303–353                | niezaliczony              | uzurpator w zachodniej części cesarstwa        |
| Decencjusz                                              |  | 351–353        | ?–353                  |                           | brat Magnencjusza, uzurpator                   |
| Wetranion                                               |  | 350–350        | ?–350                  |                           | uzurpator na Bałkanach                         |
| Nepocjan                                                |  | 350–350        | ?–350                  | niezaliczony              | uzurpator w Rzymie                             |
| Konstancjusz Gallus                                     |  | 351–354        | 325–354                |                           | cezar Konstancjusza II                         |
| Julian Apostata Flavius Claudius Iulianus               |  | 361–363        | 332–363                | niezaliczony              | cezar Konstancjusza II 355-361                 |
| Jowian Flavius Iovianus                                 |  | 363–364        | 330–364                | jako Divus Iovianus       |                                                |

### Dynastia walentyniańska
| Władca                                        |  | Czas panowania | Data urodzin i śmierci | Zaliczenie w poczet bogów | Uwagi                                         |
| --------------------------------------------- |  | -------------- | ---------------------- | ------------------------- | --------------------------------------------- |
| Walentynian I Flavius Valentinianus           |  | 364–375        | 321–375                |                           |                                               |
| Walens Flavius Iulius Valens                  |  | 364–378        | 328–378                |                           |                                               |
| Prokopiusz                                    |  | 365–366        | 325–366                |                           | uzurpator w Konstantynopolu, Tracji i Bitynii |
| Gracjan Gratianus, Flavius Gratianus Augustus |  | 367–383        | 359–383                |                           | syn Walentyniana I                            |
| Walentynian II Flavius Valentinianus          |  | 375–392        | 371–392                |                           | syn Walentyniana I                            |

### Dynastia teodozjańska
| Władca                                 |  | Czas panowania | Data urodzin i śmierci | Zaliczenie w poczet bogów | Uwagi                        |
| -------------------------------------- |  | -------------- | ---------------------- | ------------------------- | ---------------------------- |
| Teodozjusz I Wielki Flavius Theodosius |  | 379–395        | 347–395                |                           |                              |
| Magnus Maksymus                        |  | 383–388        | ?–388                  |                           | uzurpator w Brytanii i Galii |
| Flawiusz Wiktor                        |  | 387–388        | ?–388                  |                           | uzurpator w Brytanii i Galii |
| Eugeniusz                              |  | 392–394        | ?–394                  | niezaliczony              | uzurpator na Zachodzie       |

### Cesarstwo zachodniorzymskie
| Władca                                          |  | Czas panowania | Data urodzin i śmierci | Zaliczenie w poczet bogów | Uwagi                                                                                               |
| ----------------------------------------------- |  | -------------- | ---------------------- | ------------------------- | --------------------------------------------------------------------------------------------------- |
| Honoriusz Flavius Honorius                      |  | 395–423        | 383–423                |                           | syn Teodozjusza I                                                                                   |
| Marek                                           |  | 406–407        |                        |                           | uzurpator w Brytanii                                                                                |
| Konstantyn III                                  |  | 407–411        | ?–411                  |                           | uzurpator w Brytanii, Galii i Hiszpanii                                                             |
| Konstans II                                     |  | 409–411        | ?–411                  |                           | uzurpatorski cezar Konstantyna III 407-409, a następnie jego koregent w Brytanii, Galii i Hiszpanii |
| Maksymus                                        |  | 409–411        | ?–411                  |                           | uzurpator w Hiszpanii                                                                               |
| Pryskus Attalus                                 |  | 409–415        | ?–415                  |                           | uzurpator                                                                                           |
| Jowin                                           |  | 411–413        | ?–413                  | niezaliczony              | uzurpator w Galii                                                                                   |
| Sebastianus                                     |  | 412–413        | ?–413                  |                           | uzurpator w Galii                                                                                   |
| Konstancjusz III Flavius Constantius            |  | 421–421        | ?–421                  |                           | współrządca Honoriusza                                                                              |
| Jan                                             |  | 423–425        | ?–425                  | niezaliczony              | uzurpator kontrolujący całe terytorium Cesarstwa Zachodniego, nieuznany przez cesarza wschodniego   |
| Walentynian III Flavius Placidius Valentinianus |  | 425–455        | 419–455                | niezaliczony              | syn Konstancjusza III i Galli Placydii                                                              |
| Petroniusz Maksymus Petronius Maximus Augustus  |  | 455–455        | 396–455                |                           | |
| Awitus Flavius Eparchius Avitus                 |  | 455–456        | ok. 395–457            |                           | |
| Majorian Iulius Valerius Maiorianus             |  | 457–461        | po 420–461             |                           | |
| Libiusz Sewer Flavius Libius Severus Serpentius |  | 461–465        | ?–465                  |                           | |
| Antemiusz Procopius Anthemius                   |  | 467–472        | ok. 420–472            |                           | |
| Olibriusz Flavius Anicius Olybrius              |  | 472–472        | ?–472                  |                           | |
| Gliceriusz Glycerius                            |  | 473–474        | ?–po 480               |                           | |
| Juliusz Nepos Iulius Nepos                      |  | 474–475        | ?–480                  |                           | |
| Romulus Augustulus Flavius Romulus Augustus     |  | 475–476        | ok. 463 – po 507       |                           | |